# Cápsula Migrante
Cápsula Migrante es un medio digital de periodismo independiente, en formato sonoro, con sede en la ciudad de Lima, Perú; dedicado a la difusión de noticias e información sobre la comunidad migrante venezolana en Perú. Fundado por los periodistas venezolanos, Pierina Sora y Héctor Villa León.

## Historia
Fue fundado por los periodistas venezolanos Pierina Sora y Héctor Villa León en el año 2020, en medio de la pandemia por covid-19; como una respuesta a la necesidad de mantener informados a los migrantes venezolanos sobre cuáles eran las medidas de salubridad y dónde acudir para recibir ayuda. Posteriormente, se amplia la difusión sobre el proceso de regularización del estado migratorio y los diferentes emprendimientos llevados a cabo por la comunidad venezolana.

## Estructura
El medio de información cuenta con tres líneas de acción:
- Cápsula Migrante: resumen semanal de noticias, formato audio. Difunde todos los lunes noticias referente a la comunidad migrante en Perú.

- Cápsula Extra: resumen semanal, formato audio. Difunde todos los martes y jueves, lo referente a noticias de interés para la población migrante venezolana.

- Migrante Emprendedor: un espacio para dar a conocer emprendimientos de venezolanos en Perú.[4]

Utiliza las redes sociales como: X, Instagram, WhatsApp, Telegram y correo electrónico; además, WhatsApp y Telegram son habilitados una vez a la semana para que funcione como un espacio de conversación entre los representantes y su audiencia.

## Alianzas
En junio de 2021, en unión con otros 9 medios de comunicación independientes (La Antígona, Altavoz LGBT, La Andariega...) se suman a la iniciativa Coalición LATAM, que aborda temas sobre los derechos humanos, de género, las comunidades LGBT y comunidades migrantes. La iniciativa tiene como finalidad impulsar el crecimiento en contenido y audiencias de medios fundados por jóvenes comunicadores de Argentina, Perú, México, Ecuador y Venezuela.

## Fundamentos
Cápsula migrante fue creada como una iniciativa que contribuye e informa a las comunidades migrantes en Perú, a través de un resumen semanal en formato sonoro, presenta comunicados sobre proyectos de vinculación y noticias relacionadas con los procesos de migración.

## Línea editorial y financiamiento.
Su principal línea editorial se centra en la defensa de los derechos migrantes, y aborda temas sobre comunidad, salud y procesos legales.
Es una organización sin fines de lucro y obtiene ingresos a partir de donaciones de la comunidad de seguidores y terceros, publicidad de Google AdSense y subsidios (grants).

## Premios y reconocimientos
En abril de 2022 el proyecto “Migrantes informados” fue seleccionado como finalista en la primera edición del Premio Latinoamericano Democracia Digital, en la categoría Ciudadano.